# Varennes (Yonne)
Varennes es una localidad y comuna francesa situada en la región de Borgoña, departamento de Yonne, en el distrito de Auxerre y cantón de Ligny-le-Châtel.
Sus principales actividades económicas son la ganadería, el cultivo de cereales y la producción de vino.

## Demografía
| 536 | 494 | 555 | 504 | 514 | 518 | 506 | 515 | 492 | 475 | 455 | 441 | 444 | 410 | 401 | 404 | 366 | 350 | 346 | 333 | 252 | 285 | 297 | 483 | 304 | 306 | 306 | 302 | 268 | 216 | 212 | 277 | 274 |
| Para los censos de 1962 a 1999 la población legal corresponde a la población sin duplicidades (Fuente: INSEE [Consultar]) |     |     |     |     |     |     |     |     |     |     |     |     |     |     |     |     |     |     |     |     |     |     |     |     |     |     |     |     |     |     |     |     |

## Historia
La ciudad cuenta con vestigios romanos y ya es nombrada en 992. Su iglesia dedicada a San Juan el Bautista, patrón de la localidad, fue construida en estilo románico y reedificada en 1527, alcanzando el rango de parroquia en 1803. En los años 1930 se construyó una fábrica de explosivos que fue destruida por los alemanes en 1944.